# Georges Dionne
Pour les articles homonymes, voir Dionne.
Georges Dionne est professeur de finance et titulaire de la Chaire de recherche du Canada en gestion des risques à HEC Montréal. Il a été professeur invité au Department of Risk Management and Insurance de la Georgia State University, ainsi qu'au Département d'économie de l'École Polytechnique, en France, pendant plusieurs années.

## Biographie
Parmi les plus récents prix reçus par le professeur Dionne, mentionnons le Kulp-Wright Award (2002 et 2015) pour son livre Handbook of Insurance, le prix de recherche Pierre-Laurin de HEC Montréal (1998, 2003, 2009 et 2016), le prix PRMIA (2006), le prix de la Banque du Canada à la NFA Conference (2006), un doctorat honoris causa de l'Université d'Orléans (2006) et le prix GARP de la Financial Management Association European Conference (2008). Il a été nommé diplômé d'honneur par la Faculté des arts et des sciences de l'Université de Montréal (2008) et a été l'un des 30 chercheurs choisis par le CRSH pour représenter l'excellence de la recherche financée par l'organisme au cours de ses 30 années d'existence (2008). Plus récemment, il s'est vu octroyer la Médaille Innis-Gérin de la Société royale du Canada (2011) pour sa contribution constituant un apport éminent et soutenu en sciences sociales au Canada et le grand prix de pédagogie Jean-Guertin (2011) de HEC Montréal pour la qualité de son encadrement des étudiants de 2e et 3e cycles et pour avoir développé un nouveau champ d'enseignement et d'expertise à l'École, soit la gestion des risques. Il a gagné le prix Marcel-Dagenais en 2012, le prix Roger-Charbonneau pour le meilleur livre en 2019 et a été nommé Fellow de l'Association canadienne d'économique en 2019 . En 2022, il a reçu le prix d’excellence en recherche Harris Schlesinger.
Le professeur Dionne a publié maints écrits, dont sept livres sur l'assurance et la gestion des risques et plus de 180 articles dans des revues scientifiques. Il a été éditeur en chef du Journal of Risk and Insurance, USA, et membre du comité scientifique de neuf revues, dont The Journal of Risk and Uncertainty, USA, et la Geneva Risk and Insurance Review, Suisse. En 2018, il a reçu le prix du meilleur article du Journal of Operational Risk et, en 2020, le prix du meilleur article de la Risk Management and Insurance Review.
Georges Dionne a été responsable de l'équipe qui a développé le modèle VaR du risque de crédit d'une banque canadienne en 2001, et celui du risque opérationnel pour une autre banque en 2006. Ces deux activités découlent des Accords de Bâle II sur la régulation internationale des banques. Les deux modèles de gestion des risques optimisent le capital des banques en tenant compte de leur diversification de portefeuille.
Ses activités de recherche touchent aussi à la sécurité routière. L'une des grandes réalisations du professeur Dionne (avec Marcel Boyer) a été de proposer un nouveau modèle de tarification de l'assurance automobile à la Société de l'assurance automobile du Québec. Le modèle est en vigueur au Québec depuis 1992.
Dans le domaine de l'assurance, Georges Dionne a effectué plusieurs recherches sur la détection de la fraude à l'assurance lors d'une réclamation. En collaboration avec le Bureau d'Assurance du Canada, il a conduit une étude exhaustive visant à détecter la fraude dans les dossiers des assureurs du Québec. Plus récemment, avec Pierre Picard et Florence Giuliano, il a développé un modèle interne de détection de la fraude pour une importante compagnie d'assurance européenne. Le modèle permet de réduire de 40 % les coûts reliés à la fraude. Avec ses coauteurs, Pierre-Carl Michaud et Maki Dahchour, il est parmi les premiers chercheurs à séparer empiriquement le risque moral de l'antisélection et de l'apprentissage (learning) des conducteurs en utilisant des données d'assurance automobile. Il a aussi participé à l'évaluation de la vie humaine pour des projets d'investissement publics.

## Contributions significatives
- Dionne, G. (Ed.), Handbook of Insurance, Second Edition, 2013, and Third Edition, 2025, Springer, New York, USA.
- Dionne, G., Corporate Risk Management: Theories and Applications, Wiley, Hoboken, USA, 394 pages, 2019.
- Dionne, G., Gestion des risques : théories et applications, Éditions Economica, France, 432 pages, 2017
- Dionne, G. (Éd.) Handbook of Insurance, Deuxième édition, Springer, New York, 2013.
- Maalaoui Chun, O., Dionne, G., Francois, P., Detecting Regime Shifts in Credit Spreads, Journal of Financial and Quantitative Analysis, 49, 5-6, 1339 – 1364, décembre 2014.
- Dionne, G., Li, J. When Can Expected Utility Handle First-order Risk Aversion? Journal of Economic Theory 154, 403-422, octobre 2014.
- Dionne, G. (Éd.), Handbook of Insurance, Kluwer Academic Publishers, 1008 pages, 2000. Version couverture souple parue en 2001, financée par l'Association de Genève pour l'étude du risque de l'assurance (Geneva Association). Traduit en Chinois en 2008.
- Dionne, G.,Michaud, P.C., Dahchour, M., Separating Moral Hazard from Adverse Selection and Learning in Automobile Insurance: Longitudinal Evidence from France,  Journal of the European Economic Association 11, 4, 897-917, août 2013.
- Dionne, G., Pinquet, J., Maurice, M., Vanasse, C., Incentive Mechanisms for Safe Driving: A Comparative Analysis with Dynamic Data, The Review of Economics and Statistics 93, 1, 218-227, février 2011.
- Dionne, G., St-Amour, P., Vencatachellum, D., Asymmetric Information and Adverse Selection in Mauritian Slave Auctions, Review of Economic Studies 76, 1269-1295, octobre 2009.
- Dionne, G., Giuliano, F., Picard, P., Optimal Auditing with Scoring: Theory and Application to Insurance Fraud, Management Science 55, 58-70, janvier 2009.
- Dionne, G., Spaeter, S., Environmental Risk and Extended Liability: The Case of Green Technologies, Journal of Public Economics 87, 5-6, 1025-1060, 2003.
- Dionne, G., Gagné, R., Deductible Contracts Against Fraudulent Claims: Evidence from Automobile Insurance, Review of Economics and Statistics 83, 2, 290-301, mai 2001.
- Dionne, G., Gouriéroux, C., Vanasse, C., Testing for Evidence of Adverse Selection in the Automobile Insurance Market: A Comment, Journal of Political Economy 109, 2, 444-453, avril 2001.
- Dionne, G., Gagné, R., Vanasse, C., Measuring Technical Change and Productivity Growth with Varying Output Qualities and Incomplete Panel Data, Journal of Econometrics 87, 303-327, 1998.
- Dionne, G., Gagné, R., Gagnon, F., Vanasse, C., Debt, Moral Hazard and Airline Safety: an Empirical Evidence, Journal of Econometrics 79, 379-402, 1997.
- Dionne, G., Doherty, N., Adverse Selection, Commitment and Renegotiation: Extension to and Evidence from Insurance Markets, Journal of Political Economy 102, 2, 209-235, 1994.
- Dionne, G., St-Michel, P., Workers' Compensation and Moral Hazard, Review of Economics and Statistics LXXXIII, 2, 236-244, mai 1991.
- Boyer, M., Dionne, G., An Empirical Analysis of Moral Hazard and Experience Rating, Review of Economics and Statistics LXXXI, 1, 128-134, février 1989.
- Dionne, G., Lasserre, P., Adverse Selection, Repeated Insurance Contracts and Announcement Strategy, Review of Economic Studies 70, 4, 719-724, novembre 1985.
- Dionne, G., Eeckhoudt, L., Self-Insurance, Self-Protection and Increased Risk Aversion, Economics Letters, 39-43, février 1985.
- Dionne, G., Search and Insurance, International Economic Review, 357-367, juin 1984.